# Puente del Ajolí
El puente del Ajolí es un puente tendido sobre el arroyo del Ajolí, perteneciente al municipio de Almonte, en la provincia de Huelva, en España; hace frontera natural con la aldea de El Rocío y el coto del Rey. Su popularidad viene de ser paso obligado para 62 hermandades rocieras en la peregrinación a la ermita del Rocío. Una vez cruzado, se divisa la ermita.
Tradicionalmente el puente ha sido un viejo puente de madera, rústico, asentado sobre unas vigas de hierro y con una cimentación de hormigón. El crujir de sus maderas al paso de las carretas rocieras forman parte de su leyenda.
Aunque el arroyo va normalmente sin mucha afluencia de agua, en 2003 las fuertes lluvias hicieron crecer en demasía las aguas, que arrasaron el viejo y tradicional puente (en años anteriores la afluencia fue mayor, no obstante la colmatación del terreno provocó un menor espacio entre el suelo y el arco de la estructura en clave), por lo que en su lugar se ha construido uno nuevo de acero, aunque recubierto de madera, con los nombres de las hermandades grabado en el suelo, para intentar su integración en el paisaje natural del entorno.

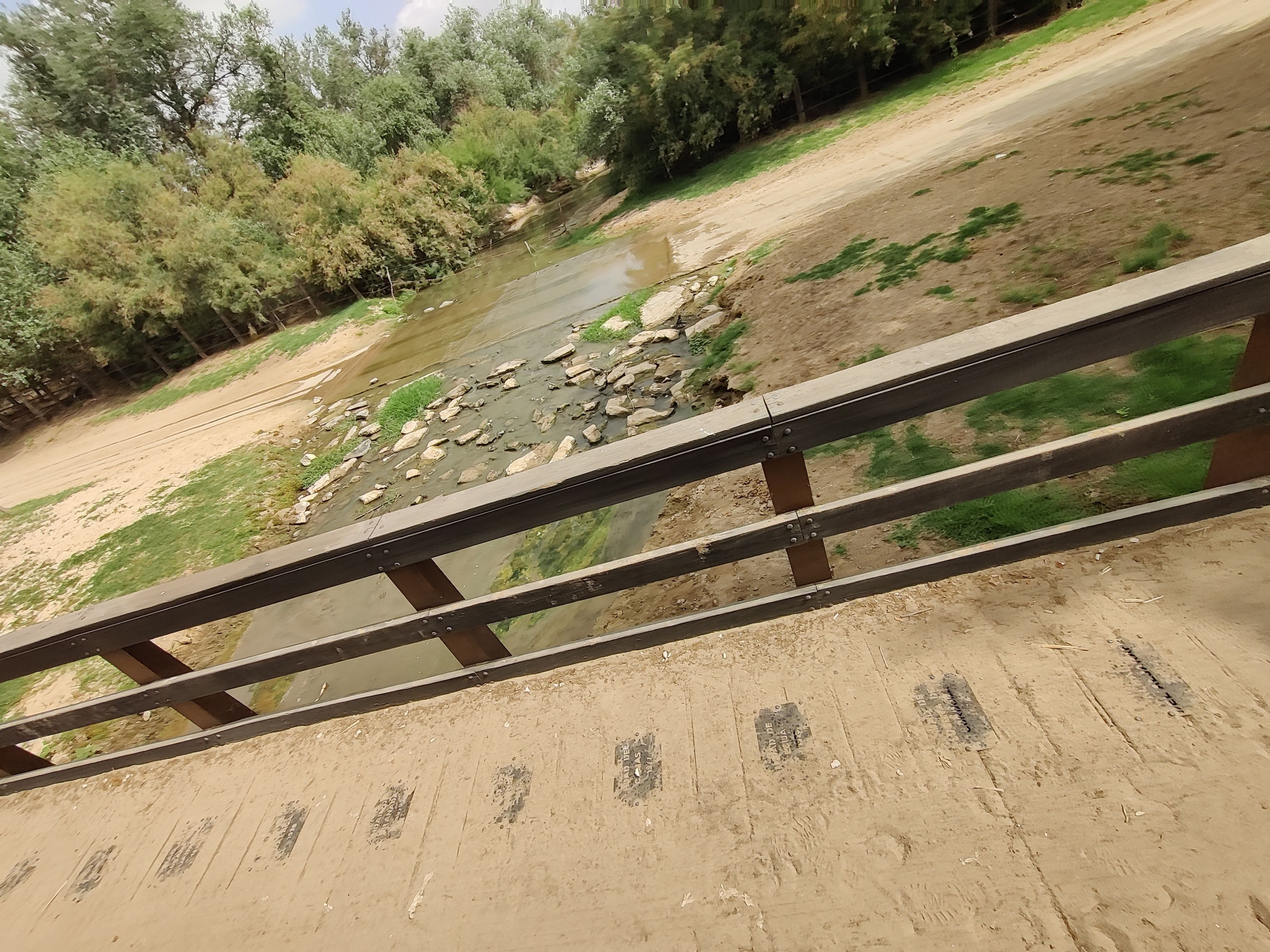
Detalle del nombre de hermandades

El puente actual tiene veinte metros de largo por seis de ancho, y su estructura se ha elevado medio metro respecto a la cota que tenía el anterior para evitar que una posible crecida del arroyo pueda afectarle. 
Tradicionalmente, las hermandades se detenían en el puente para rezar la Salve en agradecimiento por haber culminado el camino, y constantemente a su paso, los peregrinos cantaban y bailaban sevillanas en demostración de alegría por ver la ermita ya muy cerca.
- Datos: Q5861318
- Multimedia: Puente del Ajolí / Q5861318